# Árjjatrivier
De Árjjatrivier (Zweeds: Árjjatjåkka of Árjjatjohka) is een beek die stroomt in de Zweedse  gemeente Kiruna. De beek ontvangt haar water van de berg Árjjatoaivi van 893 meter hoog. De beek stroomt zuidwaarts weg en gaat na circa 8 kilometer op in de Kaskasjåkka.
Afwatering: Árjjatrivier → Kaskasjåkka → Lainiorivier → Torne → Botnische Golf